# Buschwiller
Buschwiller är en kommun i departementet Haut-Rhin i regionen Grand Est (tidigare regionen Alsace) i nordöstra Frankrike. Kommunen ligger i kantonen Huningue som tillhör arrondissementet Mulhouse. År 2022 hade Buschwiller 1 053 invånare.

## Befolkningsutveckling
Antalet invånare i kommunen Buschwiller
| Referens: INSEE |